# Sasaki Takayuki (Politiker)

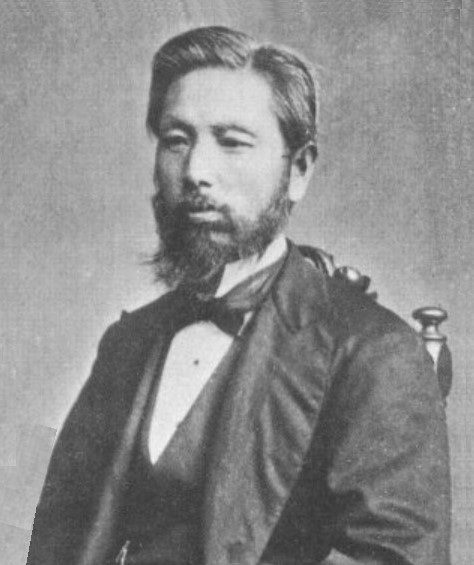
Sasaki Takayuki

Sasaki Takayuki (japanisch 佐々木 高行; geboren 26. November 1830 in Seto, Kreis Agawa, Provinz Tosa (heute Stadt Kōchi, Präfektur Kōchi); gestorben 2. März 1910 in Tokio) war ein japanischer Politiker.

## Leben und Wirken

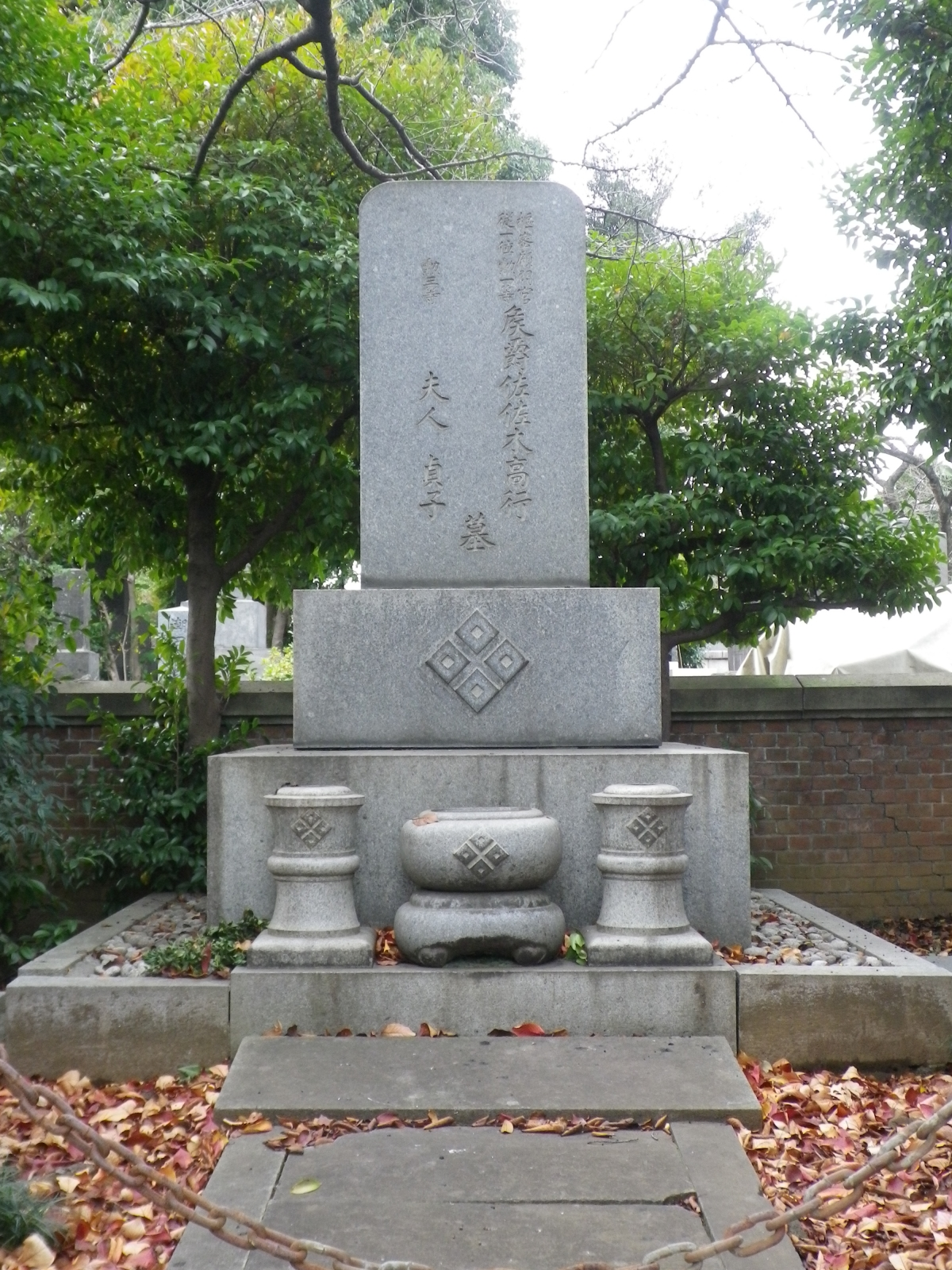
Grab auf dem Friedhof Aoyama.

Sasaki Takayuki wurde als Samurai des Tosa-Klans geboren. Als hochrangiger Samurai der Sonjō-Linie (尊攘派) des Klans setzte er sich am Ende der Edo-Zeit für die Wiederherstellung der Rechte des Kaisers ein. 1867 verließ er mit Gotō Shōjirō und anderen den Tosa-Klan und empfahl der Tokugawa-Regierung die Wiederstellung der kaiserlichen Rechte, bekannt unter dem Schlagwort „Taisei hōkan“(大政奉還) durchzuführen.
Sasaki wurde nach der Meiji-Restauration in die neue Regierung berufen und hatte nacheinander wichtige Ämter im Justizbereich inne, darunter stellvertretender Kommissar für Strafrecht (刑法副知事, Keihō fuku chiji), Vizejustizminister (刑部大輔, Osakabe Daisuke) und Beauftragter für die Rechtspflege (司法畑). 1870 wurde er „Rat“ (参議, Sangi) und im folgenden Jahr wurde er Justizassistent und begleitete die Iwakura-Mission, um die Justizsysteme europäischer Länder zu untersuchen.
Selbst als die Tosa-Fraktion, einschließlich Itagaki Taisuke, der in der „Seikan-Fraktion“ tätig war, zurücktrat, sympathisierte er nicht mit ihm. Während der Satsuma-Rebellion unterdrückte er die rebellische Verschwörung, die als Risshisha (立志社) in Tosa stattfand. Er diente als Hilfskämmerer des Kaisers und wurde später, 1881, als Ratsherr zusätzlich Minister für öffentliche Arbeiten (工部卿 Kōbukyō). 1988 wurde er Geheimrat. wurde der Titel „Markgraf“ (侯爵 Kōshaku) verliehen. In seinen späteren Jahren wurde er Leiter der Erziehung des Prinzen Yoshihito, des späteren Kaisers Taishō.
Sasaki wurde mit seiner Frau auf dem Friedhof Aoyama in Tokio bestattet.